# Pabu
Pabu település Franciaországban, Côtes-d’Armor megyében. Lakosainak száma 2769 fő (2022. január 1.). Pabu Pommerit-le-Vicomte, Guingamp, Plouisy, Saint-Agathon és Trégonneau községekkel határos.

## Népesség
A település népességének változása:
| Lakosok száma | 1739 | 2871 | 2772 | 2832 | 2787 | 2772 | 2760 | 2748 | 2753 | 2769 |
|               | 1968 | 1982 | 1990 | 2006 | 2013 | 2015 | 2017 | 2019 | 2020 | 2022 |